# Australian Open de janeiro de 1977
O Australian Open de janeiro de 1977 foi um torneio de tênis disputado nas quadras de grama do Kooyong Lawn Tennis Club, em Melbourne, na Austrália, entre 3 e 9 de janeiro. Corresponde à 9ª edição da era aberta e à 65ª de todos os tempos.

## Finais

### Profissional
| Categoria | Evento    | Campeã(s)(o/ões)                                | Vice-campeã(s)(o/ões)              | Resultado     | Chave(s)  | Chave(s)       |
| --------- | --------- | ----------------------------------------------- | ---------------------------------- | ------------- | --------- | -------------- |
| Simples   | Masculino | Roscoe Tanner                                   | Guillermo Vilas                    | 6–3, 6–3, 6–3 | principal | qualificatório |
| Simples   | Feminino  | Kerry Reid                                      | Dianne Fromholtz Balestrat         | 7–5, 6–2      | principal | qualificatório |
| Duplas    | Masculino | Arthur Ashe Tony Roche                          | Charlie Pasarell Erik Van Dillen   | 6–4, 6–4      | principal | principal      |
| Duplas    | Feminino  | Dianne Fromholtz Balestrat Helen Gourlay Cawley | Kerry Melville Reid Betsy Nagelsen | 5–7, 6–1, 7–5 | principal | principal      |

### Juvenil
| Categoria | Evento    | Campeã(s)(o/ões)         | Vice-campeã(s)(o/ões) | Resultado | Chave(s)  | Chave(s)       |
| --------- | --------- | ------------------------ | --------------------- | --------- | --------- | -------------- |
| Simples   | Masculino | Brad Drewett             | Tim Wilkison          | 6–4, 7–6  | principal | qualificatório |
| Simples   | Feminino  | Pamela Baily             | Amanda Tobin          | 6–2, 6–3  | principal | qualificatório |
| Duplas    | Masculino | Phil Davies Peter Smylie |                       |           | principal | principal      |
| Duplas    | Feminino  | Keryn Pratt Amanda Tobin |                       |           | principal | principal      |